# نیروگاه برق آبی جولیوس نایره
نیروگاه برق آبی جولیوس نایره (به لاتین: Julius Nyerere Hydropower Station) یک سد و منطقهٔ مسکونی در تانزانیا است که در Stiegler's Gorge, Morogoro Region, Tanzania واقع شده‌است.